# مینورو هانافوسا
مینورو هانافوسا (ژاپنی: 花房 稔؛ زادهٔ ۳۰ ژوئیهٔ ۱۹۹۶) یک بازیکن فوتبال اهل ژاپن است.
از باشگاه‌هایی که در آن بازی کرده‌است می‌توان به باشگاه فوتبال ریوکیو و باشگاه ورزشی یوکوهاما اشاره کرد.